# 耶德利納-茲德魯伊
耶德利納-茲德魯伊是波蘭的城鎮，位於該國西部，距離首府弗罗茨瓦夫67公里，由下西里西亞省負責管轄，面積17.45平方公里，2006年人口5,116。
50°43′16″N 16°20′20″E / 50.72111°N 16.33889°E